# Hanna (Wyoming)
Hanna é uma cidade  localizada no estado norte-americano de Wyoming, no Condado de Carbon.

## Demografia
Segundo o censo norte-americano de 2000, a sua população era de 873 habitantes.
Em 2006, foi estimada uma população de 857, um decréscimo de 16 (-1.8%).

## Geografia
De acordo com o United States Census Bureau tem uma área de
5,3 km², dos quais 5,3 km² cobertos por terra e 0,0 km² cobertos por água. Hanna localiza-se a aproximadamente 2078 m acima do nível do mar.

## Localidades na vizinhança
O diagrama seguinte representa as localidades num raio de 88 km ao redor de Hanna.